# Tournoi des As (kayak-polo)
Pour les articles homonymes, voir Tournoi des As.
 (avril 2023).
Le tournoi des As est une compétition de kayak-polo regroupant les meilleures équipes de club français depuis [Quand ?].
Le vainqueur du tournoi est sélectionné pour la Coupe d'Europe des clubs. Dans le cas où le vainqueur du tournoi est aussi le champion de France en titre (déjà sélectionné pour la coupe), alors c'est l'équipe arrivée deuxième du tournoi qui est sélectionnée.

## Résultats
| Année | Lieu                      | Senior Hommes  | Senior Dames              |
| ----- | ------------------------- | -------------- | ------------------------- |
| 2006  | Vallée de la Tarentaise   | Condé-sur-Vire | Bagnère / Midi Pyrénées   |
| 2007  | ?                         | ?              | ?                         |
| 2008  | Saint-Yrieix-sur-Charente | Agen           | Tarbes Auch Midi-Pyrénées |
| 2009  | Épinal                    | Agen           | Acigné                    |
| 2010  | ?                         | Condé-sur-Vire | Tarbes Auch Midi-Pyrénées |
| 2011  | ?                         | Condé-sur-Vire | Saint-Omer                |
| 2012  | ?                         | Condé-sur-Vire | CD44                      |